# Sisters (Oregon)
Sisters is een plaats (city) in de Amerikaanse staat Oregon, en valt bestuurlijk gezien onder Deschutes County.

## Demografie
Bij de volkstelling in 2000 werd het aantal inwoners vastgesteld op 959. In 2006 is het aantal inwoners door het United States Census Bureau geschat op 1360, een stijging van 401 (41,8%).

## Geografie
Volgens het United States Census Bureau beslaat de plaats een oppervlakte van 3,7 km², geheel bestaande uit land. Sisters ligt op ongeveer 973 m boven zeeniveau.

## Plaatsen in de nabije omgeving
De onderstaande figuur toont nabijgelegen plaatsen in een straal van 40 km rond Sisters.